# ساموئل کافور
ساموئل اوسی کافور (هلندی: Samuel Osei Kuffour؛ زادهٔ ۳ سپتامبر ۱۹۷۶) یک بازیکن فوتبال اهل غنا است.
وی همچنین در تیم ملی فوتبال غنا بازی کرده‌است.